# The Lurkers
The Lurkers (engl. „die Beobachter/Lauscher“) ist der Name einer englischen Musikgruppe, die zu den Veteranen des Punks zählt und sich 1976 in Uxbridge im Großraum London gründete. Unter anderem beeinflusst von Slade, Sweet, den Ramones und den New York Dolls spielen sie melodischen Punkrock mit spaßigen, aber auch sozialkritischen Texten oder Geschichten aus ihrem Alltag.

## Geschichte
Gegründet wurden die Lurkers von Pete Stride, Manic Esso, Howard Wall und Nigel Moore, der ein halbes Jahr später durch Arturo Bassick ersetzt wurde. Von 1977 bis 1979 erreichte die Band mit fünf Titeln die Top 40, die englischen Charts, bekam mehrere Fernsehauftritte und war regelmäßig zu Gast in der John Peel Show. Wegen unterschiedlicher musikalischer Vorstellungen innerhalb der Band und einen Wechsel im Management ihrer Plattenfirma Beggars Banquet Records, deren neuer Chef wenig Interesse für die Band zeigte, lösten sich die Lurkers 1980 auf.
1982 formierte sich die Band neu mit Sänger Mark Fincham, der jedoch 1984 die Band verließ. Danach kam es erneut zur Auflösung. 1985 lernte der ehemalige Bassist Arturo Bassick, der inzwischen mit den Blubbery Hellbellies Country-Punk spielte, auf einem Konzert in Düsseldorf Die Toten Hosen kennen, die ihn dazu aufmunterten, die Lurkers wieder neu zu gründen und 1987 das Comeback mit dem Album Wild Times Again finanzierten. Die Aufnahmen dazu entstanden zusammen mit Pat Collier von den Vibrators und Campino in London für das Label „Totenkopf“. Im März 1987 spielten beide Bands zusammen ein Konzert, ebenfalls von den Toten Hosen organisiert, im ausverkauften „Haus der Jugend“ in Düsseldorf. Auf dem Album Learning English Lesson One, das die Toten Hosen 1991 ihren Punk-Vorbildern gewidmet hatten, sind die Lurkers ebenfalls vertreten. Danach gab es erneut zahlreiche Konzerte zusammen mit den Toten Hosen in Deutschland.
Inzwischen gibt die Band mehr als zweihundert Konzerte im Jahr. Sie tourte durch Europa, Südamerika und Japan und erfreut sich vor allem in Argentinien einer zahlreichen, meist jugendlichen Fangemeinde.

## Diskografie
Alben
- 1978: Fulham Fallout (Beggars Banquet Records)
- 1978: God’s Lonely Men (Beggars Banquet)
- 1980: Last Will and Testament (Kompilation, Beggars Banquet)
- 1983: This Dirty Town
- 1988: Wild Times Again
- 1989: King of the Mountain
- 1990: Live and Loud (Best-of-Album)
- 1990: Powerjive
- 1991: Live in Berlin
- 1992: Totally Lurkered
- 1994: Non Stop Nitro Pop
- 1995: Ripped ’N’ Torn
- 1995: Powerjive / King of the Mountain
- 1997: Take Me Back to Babylon
- 1999: Ain’t Got a Clue
- 1999: Punk Singles (Sammlung der diversen Singles)
- 2000: The BBC Punk Sessions
- 2001: Wild Times Again / Non Stop Nitropop
- 2002: On Heat
- 2002: The Complete Punk Singles Collection
- 2003: The Lurkers - 26 Years
- 2004: Lurkin’ Aboot Liveaufnahme vom Newcastle Punk Festival 16. August 2003.
- 2004: Live Freak Show
- 2008: Fried Brains
- 2017: 5 Albums